# Cadole

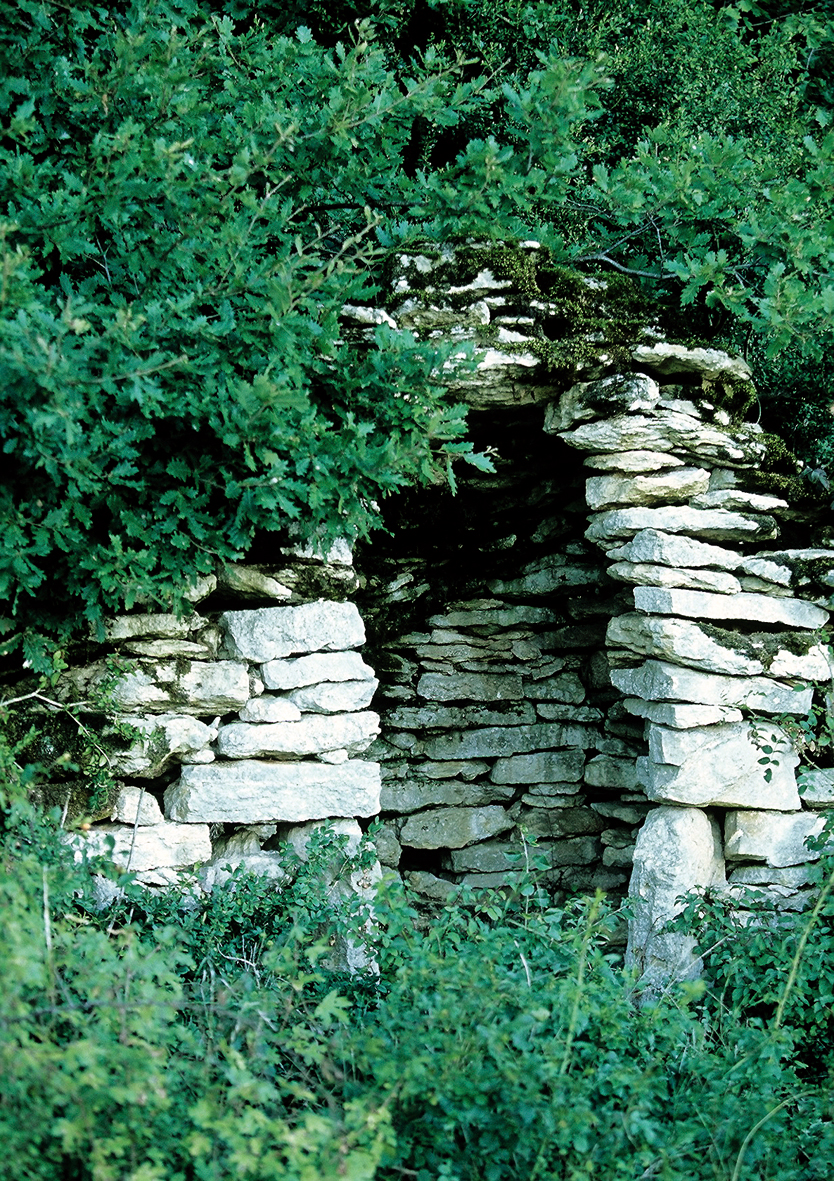
Cadole en pierre sèche à Lugny, en Haut-Mâconnais (photo prise en 2004).

« Cadole » est le nom donné aux anciennes cabanes, souvent en pierres sèches, des vignobles de l'Aube et de Bourgogne du Sud, et plus particulièrement du Beaujolais.

## Variantes du mot
Le terme cadole, issu du patois lyonnais, s'écrit aussi cadolle. On trouve également la variante cadeule, ainsi à Martailly-lès-Brancion (Saône-et-Loire).

## Aire d'extension du mot
Pris dans le sens de « cabane de vigne en pierre sèche », le terme cadole se rencontre aujourd'hui principalement en Saône-et-Loire mais aussi dans certaines communes de Côte-d'Or (ainsi à Talant et Hauteville-lès-Dijon , à Flavigny-sur-Ozerain).
Il est également appliqué, ainsi d'ailleurs que loge, aux cabanes de vigne du Barséquanais dans l'Aube.
On le trouve encore dans le département du Rhône, dans la région de Beaujeu, où il désigne des maisonnettes de vigne, de plan rectangulaire, bâties en pierres maçonnées ou en pisé et couvertes d'une bâtière de tuiles.

## Historique du mot

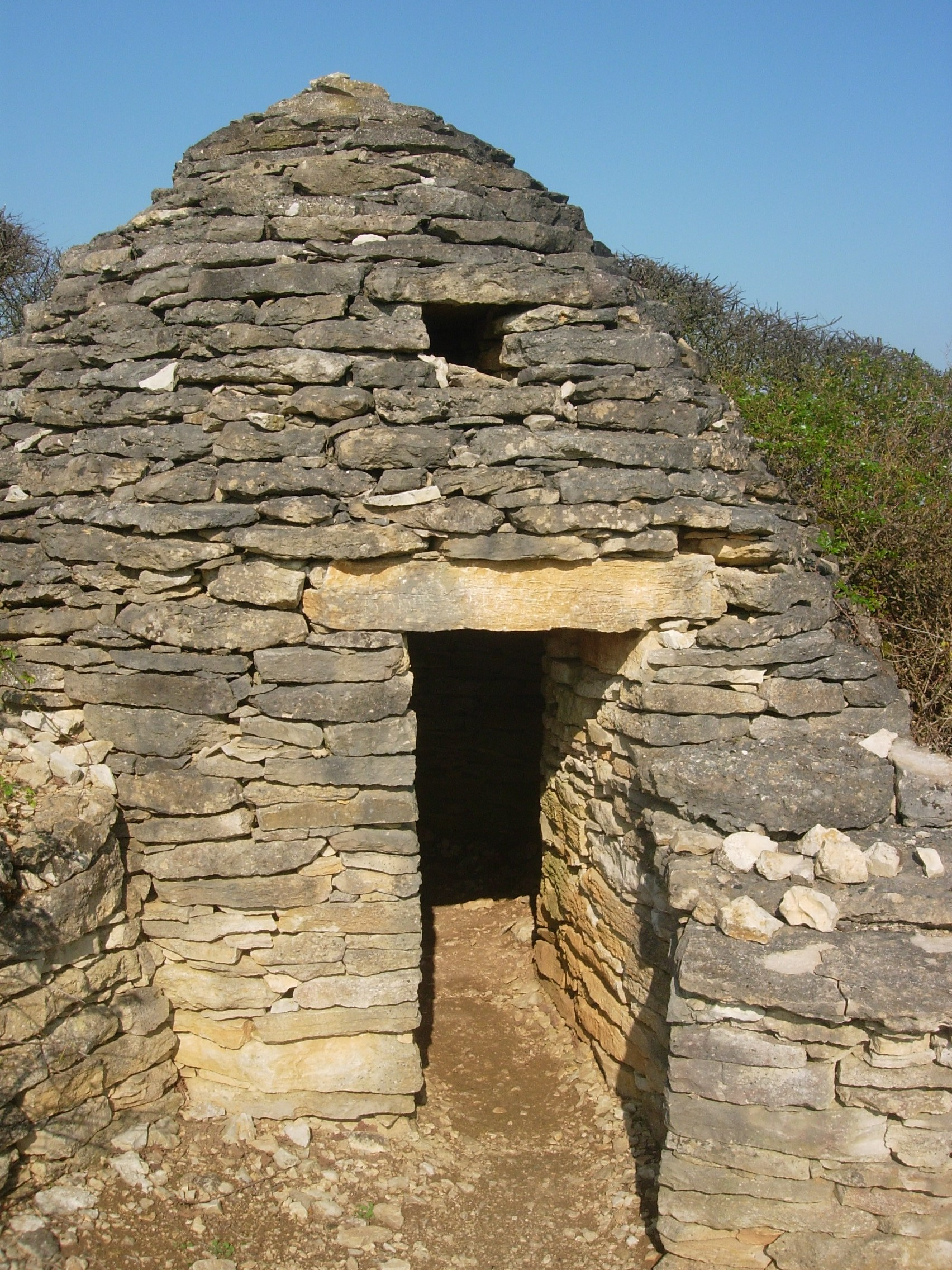
Cadole en pierre sèche à Noé-les-Mallets dans l'Aube (photo prise en 2011).

Historiquement, le terme de cadole n'a pas toujours été associé à l'emploi de matériaux en dur : il désignait la cabine en planches des bateaux servant au transport fluvial sur la Saône et le canal du Charolais (aujourd'hui canal du Centre) aux XVIIIe et XIXe siècles (avant l'apparition des péniches). Par métonymie, le nom en était venu à désigner l'embarcation elle-même, vaste barque affectée au halage de la houille.

## Ancienneté
Les cadoles en pierres sèches n'ont ni une grande ancienneté ni une grande longévité : leurs pierres calcaires sont gélives et, qui plus est, ne bénéficient pas du liaisonnement d'un quelconque mortier. Quelques cadoles datent de la grande période d'extension de la vigne au XVIIIe siècle, ainsi la cadole dite « à Jean Guyot » à Mancey (Saône-et-Loire), mais la plupart remontent au XIXe. Leur construction a perduré jusque dans les années 1920.

## Matériau
Les cadoles étaient bâties avec les pierres retirées des vignes lors de la création ou de l'entretien de ces dernières et entassées en murgers. Les pierres les plus communes servaient à dresser les muras, murs bas qui délimitaient les parcelles de vigne. Les pierres les plus belles, plates, larges et faciles à appareiller, étaient réservées à l'édification des cabanes.

## Fonction
Chaque cadole desservait une parcelle et servait d'abri au vigneron : il y trouvait chaleur en hiver, fraîcheur en été et refuge contre les intempéries. Certaines cadoles comportaient des éléments de confort : banquette, niche, porte à serrure. D'autres, de grandes dimensions, ont servi d'habitation permanente à des indigents.

## Typologie
Morphologiquement, il faut distinguer la grande cadole isolée, de plan circulaire ou carré et à coupole, de la petite cadole incluse dans un murger.

## Tourisme

### Clos de vigne de Talant (Côte-d'Or)
Sur un coteau, la municipalité de Talant (Côte-d'Or) a restauré, en 2003, un clos de vigne avec ses murs, son entrée et sa cadole. Celle-ci a la forme d'un cylindre surmonté d'une toiture conique de lauses ou laves. La municipalité a également rénové, en 2006, un ancien verger clos, le verger François Bugnon, avec sa maisonnette de vigne, sa cave sous roche et sa citerne, y ajoutant une cadole de plan rectangulaire, coiffée d'une bâtière de laves.

### Circuits de randonnée pédestre

#### Aube
Des circuits de découverte ont été organisés par l'Office du tourisme de l'Aube :
- un circuit autour du village de Courteron, 12 cadoles ;
- un circuit autour du village des Riceys, 12 cadoles.

#### Saône-et-Loire
Un circuit de découverte de 11 cadoles sur les communes de Givry et Mellecey est proposé par l'Office du tourisme de Chalon-sur-Saône.